# Guillaume Des Marez
Pour les articles homonymes, voir Marez.

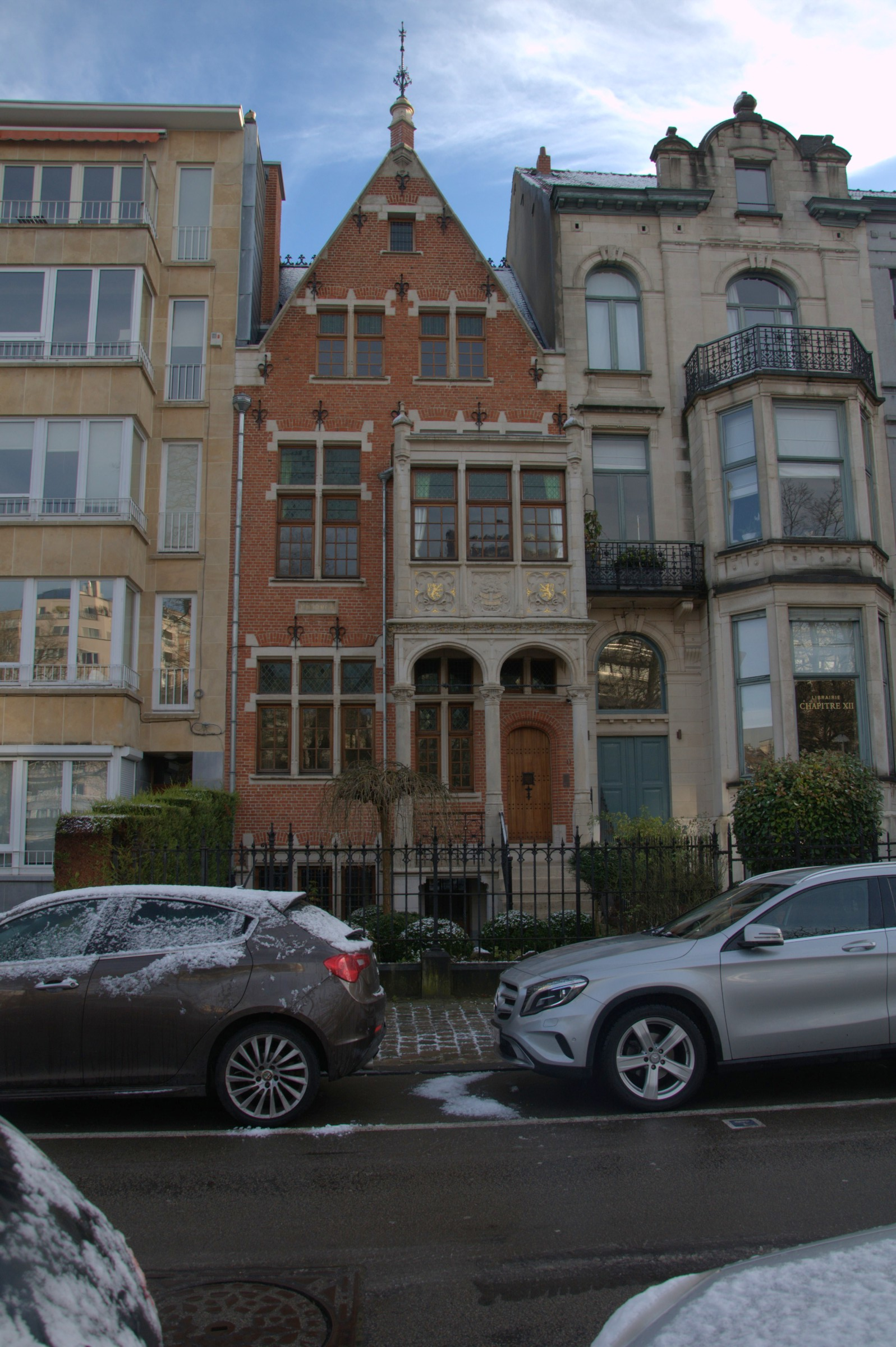
Sa maison à Ixelles

Guillaume Des Marez, né à Courtrai le 15 août 1870 et mort à Ixelles le 2 novembre 1931, est un historien et un des archivistes les plus renommés de la ville de Bruxelles.

## Biographie
L’arrière-grand-père de Guillaume Desmarez se nommait Petrus Joannes ou, en fonction des actes, Pierre Jean Demarez. Le père de celui-ci, Vincentius Demarez, né vers 1724, et mort à Zillebeke en 1784, avait épousé à Zillebeke en 1747 Catharina Theresia Deroone, née à Zillebeke et qui y mourut en 1793. Les destructions des archives dues à la Grande Guerre ne permettront vraisemblablement pas d’en savoir beaucoup plus sur les origines lointaines des Desmarez. Du mariage de Vincentius est issu Pierre Jean Demarez ou Desmarets (Zillebeke 1748 – Zillebeke 1801), agriculteur à Zillebeke, qui y épousa d’abord en 1777 Maria Jacoba Warlop (1752 – 1796) puis en secondes noces en 1796 Marie Françoise Sarasin ou Sarazin (Comines, 1778 – Comines 1838). Deux enfants naquirent du premier mariage de Pierre Jean Desmarez et un seul de son second mariage. Cet enfant, né du second mariage de son père, et nommé Jean Baptiste Desmarez (Zillebeke 1800 – Beselare 1866), peigneur de laines puis horloger-dinandier, épousa en premières noces Virginie Josèphe Lefebvre (Tourcoing 1801 – Tourcoing 1825), peigneuse de laine, dont il n’eut pas d’enfant, et en secondes noces à Beselare en 1826 Marie Anne Thérèse Defever, fileuse, qui lui donna sept enfants mais trois seulement de ces enfants atteignirent l’âge adulte. Le troisième enfant issu de ce mariage était Charles Louis Desmarez (Beselare 1830 – Menin 1896), qui fut instituteur communal, d'abord à Rollegem, puis inspecteur de l’enseignement. Il épousa en premières noces à Rollegem en 1858 Lucie Seynaeve, boulangère (Luingne 1832 – Rollegem 1862). En secondes noces, il épousa à Waregem en 1864 Marie Sidonie Vindevogel (née à Waregem 1832), la fille de Leander Vindevogel (Nazareth 1801 – Waregem 1868), marchand de lin, et de Félicité Hoornaert (Russeignies 1806 – Waregem 1875).
Guillaume Napoléon Henri Léopold Desmarez est né le 15 août 1870 au domicile de son père au lieu-dit Walle à Courtrai . Il était le cinquième enfant sur les six de ce dernier. Le premier enfant, Arthur Charles (Rollegem-1860 – Mouscron 1938) qui sera instituteur comme le fut d’abord son père, était l’enfant unique du premier mariage, de Charles Louis avec Lucie Seynaeve. Du second mariage de Charles Louis avec Marie Sidonie Vindevogel suivront cinq enfants : Alphonse (né à Courtrai en 1865), médecin qui épousa à Courtrai en 1894 Emma Laurent, Octave (né à Courtrai en 1867), docteur en droit qui épousa à Wervik en 1897 Marie Hélène Vandenbulcke, Anania Irma (née à Courtrai en 1868) qui épousa à Menin en 1897 Camiel Van Neste, directeur de sociétés à Gand, Guillaume en 1870 et Augusta Flore (Courtrai 1872 – Courtrai 1876).
Guillaume Des Marez fut docteur en droit (Université de Gand, 1895) et en philosophie et lettres (histoire) (Université de Gand, 1896).
Il devenait en 1899 archiviste-adjoint à la ville de Bruxelles. En 1907, il était nommé conservateur principal des archives, des musées et des bibliothèques de la ville de Bruxelles. À l'Université Libre de Bruxelles, il était à partir de 1901 professeur de faculté en histoire de droit, histoire économique et histoire de Belgique, puis chargé de cours et depuis 1910 professeur titulaire. Il a été également secrétaire de la Commission royale des anciennes lois et ordonnances de Belgique.
Il devint membre de l'Académie royale de Belgique et secrétaire général de l' Exposition historique 1830, en 1930 à Bruxelles, qui eut lieu à l'occasion du centenaire de la Belgique.
Outre des travaux historiques de haute érudition, il est parvenu à intéresser le public à l'histoire de Bruxelles par des travaux de vulgarisation, dont le plus connu est son Guide illustré de Bruxelles, toujours apprécié du grand public.
Sa maison personnelle, sise au n° 11 de l'avenue des Klauwaerts à Ixelles, a été bâtie en style néo-gothique en 1905 par l'architecte Willaert. Elle est classée comme monument historique depuis 1994.

## Ses publications

### Tourisme: leGuide illustré de Bruxelles
Après avoir obtenu en 1904 la médaille d'or de l'Académie royale de Belgique pour son mémoire intitulé L'organisation du travail à Bruxelles au XVe siècle; l'ouvrage de Guillaume Des Marez le plus connu du grand public est son guide touristique, synthèse de ses nombreuses recherches d'archive, eut plusieurs éditions que voici :
- 1917 (première édition, du vivant de l'auteur) :
- 1918 (deuxième édition, du vivant de l'auteur):
- 1928 (troisième édition, du vivant de l'auteur, revue et augmentée[2]) : Guide illustré de Bruxelles en deux volumes, tome I, Les monuments civils, 130 illustrations et dessins par R. Van de Sande, 3e édition, Bruxelles, éditions du Touring Club de Belgique, 1928 et tome II, Les monuments religieux, 100 illustrations et dessins par R. Van de Sande, 3e édition, Bruxelles, éditions du Touring Club de Belgique, 1928. (Etablissement typo-litho D. Reynaert, Bruxelles).
- 1958 (quatrième édition, posthume): Guide illustré de Bruxelles : monuments civils et religieux remis à jour et complété par A[ndré] Rousseau ; dessins de R. Van De Sande ; préface de Eric Legrand, Bruxelles : Touring Club royal de Belgique, 1958 (VIII et 459 p. ; 23 cm).
- 1979 (cinquième édition, posthume)[3] : Guide illustré de Bruxelles. Monuments civils et religieux, remis à jour et complété par A. Rousseau, préface de Eric Legrand, Président du Touring Club Royal de Belgique, Bruxelles, Touring Club Royal de Belgique, 1979. (imprimé par De Greve et Wauters, Bruxelles).

### Histoire de Bruxelles
Parmi ses autres publications, dues à sa plume, se trouvent notamment : 
- Le Borgendael à Bruxelles dans sa lutte contre l'industrie privilégiée, Lamertin, Bruxelles, 1903.
- Les sceaux des Corporations bruxelloises, Bruxelles, 1904.
- Documents relatifs à Michel-Florent Van Langren[4], cosmographe et mathématicien du Roi, conservés aux Archives de la Ville de Bruxelles, Bruxelles, 1904.
- Les Bogards dans l'industrie drapière à Bruxelles, Bruxelles, 1904.
- Les bureaux de placement à Bruxelles, Bruxelles, 1905.
- Les luttes sociales à Bruxelles au moyen âge, Lamertin, Bruxelles, 1906.
- L'état civil de Jean-Baptiste Van Helmont, Annales de la Société d'archéologie de Bruxelles, 1907.
- L'ancien Beffroi de la ville de Bruxelles, 1907.
- Deux fragments de comptes communaux de Bruxelles du XVe siècle, 1908.
- Le Diplôme de fondation de l'église SS.-Michel et Gudule à Bruxelles, 1909.
- Le compagnonnage des chapeliers bruxellois, Bruxelles, Librairie Henri Lamertin, 20 Marché au Bois, 1909, 112 p., tiré-à-part des Annales de la Société d'Archéologie de Bruxelles, tome XXIII, 1ère et 2e livraisons, 1909, p. 137 à 244.
- Traité d'Architecture dans son application aux monuments de Bruxelles, dessins de G. Rosenberg, Bruxelles, 1921.
- La Place Royale à Bruxelles. Genèse de l'œuvre, sa conception et ses architectes, Bruxelles, 1923, Imprimerie Hayez.
- L'origine et le Développement de la Ville de Bruxelles. Le quartier Isabelle et Terarken, Bruxelles, 1927, Librairie Van Oest, publication du Comité d'études du Vieux-Bruxelles.
- Note sur le manse brabançon au moyen âge, Extrait des Mélanges d'Histoire offerts à Henri Pirenne, 1926.
- L'iconographie à l'Exposition historique 1830 à Bruxelles - Portrait du roi Léopold Ier -, Extrait du Bulletin du Comité international des sciences historiques, n°11, Février 1931, Les Presses universitaires de France, Paris.
- Le Développement territorial de Bruxelles au Moyen-Age (exposé effectué en août 1930), publié par les soins de P. Bonenfant et F. Quicke, Bruxelles, Librairie Falk Fils, 22 rue des Paroissiens à Bruxelles, 1935, tome III du 1er Congrès International de Géographie Historique, 90 pages et 12 figures, avec préface de François L. Ganshof.
- Etudes inédites, publiées par un groupe de ses anciens élèves, Bruxelles, Librairie Falk Fils, Georges Van Campenhout, Successeur, 1936, comprenant notamment :

La Seigneurie de Sainte-Gertrude de Nivelles à Bruxelles,
Le Domaine du Saint-Sépulcre de Cambrai à Bruxelles au XIIe siècle,
Le plus ancien Sceau de la Ville de Bruxelles,
L'Origine des Armoiries de Bruxelles,
Le Tombeau et la Maison de Roger Van der Weyden,
Les Transformations de la Ville de Bruxelles au XVIIe siècle et les Métiers de la Construction,
L'Agitation démocratique révolutionnaire de 1841 à 1856 (Notes tirées des archives de la police de Bruxelles).